# 流變學家列表
這是一個知名流變學家列表。

## 流變學家及其貢獻
- 布萊茲·帕斯卡發表無黏性流研究（1663年）。
- 羅伯特·虎克發表彈簧彈性研究（1678年）。
- 艾薩克·牛頓發表黏性流研究（1687年）。
- 丹尼爾·白努利發表白努利定律（1705年）。
- 湯瑪士·楊格提出彈性模數，即楊氏模數（1807年）。
- 克勞德-路易·納維描述牛頓流體行為（1820年），最後發展為納維-斯托克斯方程。
- 奧古斯丁·柯西描述應力－應變行為，並制定了柯西應力張量（1822年）。
- 西莫恩·泊松描述了泊松比（1829年）。
- 戈特希夫·哈根（英语：Gotthilf Hagen）建立第一台毛細管黏度計（1839年）。
- 讓·泊肅葉（英语：Jean Léonard Marie Poiseuille）研究血液流變學並建立毛細管黏度計（1840年）。
- 喬治·斯托克斯制定一個牛頓流體的三維模型（1845年）；發表毛細管中的拋物線速度分佈研究（1849年）；設計球體落下實驗（1851年）。
- 詹姆斯·克拉克·馬克士威制定黏彈性馬克士威材料（英语：Maxwell material）模型（1867年）。
- 約翰內斯·范德瓦耳斯發表有關分子內力的研究（1873年）。
- 路德維希·波茲曼發表疊加原理（1874年）。
- 莫里斯·庫埃特推導出描述兩個同心圓柱體之間剪切流動的黏度方程（1886年）；建立第一個同心圓筒系統來測量黏度，即阻力流黏度計或庫埃特裝置（1888年）。
- 威廉·湯姆森－開爾文描述「固體黏度」，即今日用於描述黏彈性固體的開爾文-福格特材料（英语：Kelvin–Voigt material）模型（1890年）。
- 沃尔德马·福格特（英语：Woldemar Voigt）發表黏彈性固體實驗（1890年）。
- 威廉·奧斯特瓦爾德建立毛細管黏度計，即奧斯特瓦爾德黏度計（1891年）。推導出黏度和變形速率的冪律關係，即冪律或奧斯特瓦爾德－德瓦勒模型（1925年）。
- 弗雷德里克·湯瑪斯·特朗頓（英语：Frederick Thomas Trouton）推導出{\displaystyle \mu _{E}=3\mu _{S}}方程，描述伸長量和剪切黏度之間的關係，即今日所知的特朗頓黏度（1905年）。
- 阿爾伯特·愛因斯坦推導出{\displaystyle \mu =\mu _{0}(1+2.5\phi )}，將懸浮液的黏度定義為固體顆粒的體積分數的函數（1906年）。
- 尤金·賓漢描述具有降伏應力性質的流體，即賓漢流體（1916年）；出版其著作《流動性和可塑性》（Fluidity and Plasticity；1922年）。
- 赫爾曼·施陶丁格將高分子描述為他稱之為大分子的剛性棒（1920年）。
- 阿爾曼德·德瓦勒推導出黏度和變形速率之間的冪律關係，即冪律模型（1923年）。
- 卡爾·魏森貝格提出流變能量三角（1929年）。
- 哈羅德·傑弗里斯發表其著作《地球》（The Earth）描述黏彈性材料。
- 梅爾文·穆尼發表橡膠彈性研究（1940年）。
- 羅納德·里夫林將流體黏度理論應用於熔融高分子（1948年）。
- 馬爾科姆·克羅斯提出克羅斯流體模型（1965年）。
- 皮埃爾·卡羅提出卡羅流體模型。